# Larry Niven
Larry Niven (nascido em 30 de abril de 1938, em Los Angeles) é um escritor de ficção científica e fantasia estadunidense. Escreveu o conto Para que Serve uma Adaga de Vidro? (What Good Is a Glass Dagger? no original em inglês) presente no livro Magos: Os Mundos Mágicos da Fantasia (editado por Asimov). Recebeu diversos prêmios por seus trabalhos, dentre eles o Prêmio Nebula. De acordo com Asimov, "Niven é figura obrigatória nas convenções de ficção científica", e é um escritor "espantoso".